# Das Leben der Anderen
Das Leben der Anderen (phát âm [das ˈleːbm̩ deːɐ̯ ˈʔandəʁən] ⓘ, n.đ. 'Cuộc sống của những người khác') là phim điện ảnh Đức, giành giải Oscar phim nói tiếng nước ngoài hay nhất năm 2006, và nhiều giải thưởng lớn khác, thu về hơn 77 triệu USD trên toàn thế giới kể đến tháng 11 năm 2007, khai thác đề tài điệp báo ở Đông Đức, đến khi bức tường Berlin sụp đổ. Phim do Florian Henckel von Donnersmarck đạo diễn.

## Nội dung

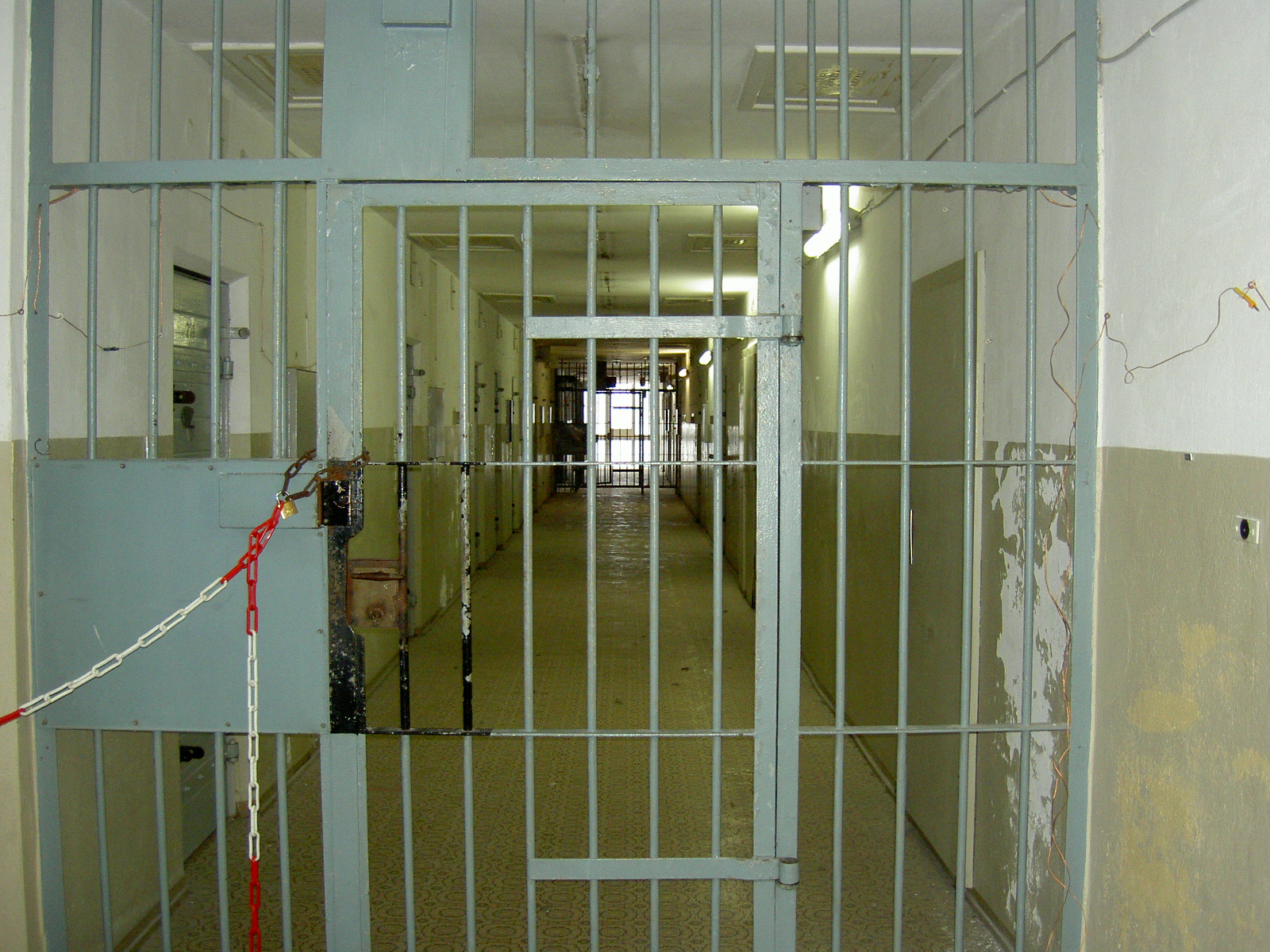
Tòa nhà điều tra cũ ở Hohenschönhausen

Ở Đông Berlin năm 1984, đặc vụ Gerd Wiesler quân hàm đại úy của Bộ An ninh Quốc gia Đông Đức (Stasi) được giao nhiệm vụ theo dõi kịch gia Georg Dreyman theo lệnh của Bộ trưởng Văn hóa Bruno Hempf. Wiesler đặt máy ghi âm trong nhà của Dreyman, lập một đài nghe trộm và bắt đầu công việc. Càng ngày Wiesler càng thất vọng khi biết cuộc điều tra này không phải để vạch trần những kẻ phản động, mà chỉ vì Hempf muốn kiếm cớ loại trừ Dreyman hòng chiếm đoạt cô người yêu Christa-Maria Sieland. Một buổi tối nọ, Wiesler tìm cách dụ Dreyman xuống cửa nhà để Dreyman biết Sieland đang tư thông với Hempf. Vào một lần khác, Dreyman năn nỉ Sieland hãy cắt đứt quan hệ với Hempf nhưng Sieland không chịu và bỏ đến quán bar. Ở đây, Wiesler đóng giả làm người hâm mộ của Sieland và khuyên cô hãy là chính mình. Sau đó Sieland về nhà và làm hòa với Dreyman.
Trước đó, Dreyman cố gắng thuyết phục Bộ trưởng Hempf cho bạn của mình là Albert Jerska, một đạo diễn đã bị cấm hành nghề 7 năm, quay lại nghề nhưng không thành công. Sau khi Jerska tự tử, Dreyman chơi bản Sonate vom Guten Menschen (bản sonata của người lương thiện) trên đàn dương cầm và viết một bài cho Der Spiegel, một tờ báo nổi tiếng bên Tây Đức, lên án về việc giới chức trách Đông Đức bưng bít tỉ lệ người tự tử trên toàn quốc. Để kiểm tra xem căn hộ có bị nghe trộm hay không, hội bạn của Dreyman đóng kịch giả bộ đào tẩu nhưng Wiesler không trình báo sự việc với lính biên phòng cũng như thượng cấp Trung tá Anton Grubitz. Vì chính phủ Đông Đức quản lý tất cả máy đánh chữ trên đất nước cũng như ghi nhận bút tích của các nhà văn thông qua máy đánh chữ, phóng viên của Der Spiegel tuồn lậu một chiếc máy đánh chữ mới toanh từ Tây Đức sang cho Dreyman viết bài. Vài ngày sau, Der Spiegel cho in bài này nặc danh, khiến giới chức trách Đông Đức nổi giận. Stasi lấy được bản thảo đánh máy nhưng không truy ra được đấy là cái máy đánh chữ nào. Khi bị hỏi cung, Sieland tiết lộ Dreyman là người viết ra bài báo. Tuy nhiên khi khám xét nhà thì các nhân viên Stasi không tìm ra cái máy đánh chữ. Grubitz, bây giờ bắt đầu nghi ngờ sự trung thành của Wiesler, ra lệnh ông hỏi cung Sieland một lần nữa và lấy được chỗ giấu chính xác cái máy đánh chữ. Khi Grubitz tìm đến tận nơi, Sieland xấu hổ vì đã phản bội nên chạy ra ngoài đường tự sát trước xe tải. Còn ở bên trong căn hộ, tuy đã lật chỗ giấu bí mật ra nhưng hoàn toàn không có cái máy đánh chữ nào. Tuy không có bằng chứng nhưng Grubitz biết rõ Wiesler đang bao che cho Dreyman và trừng phạt bằng cách thuyên chuyển Wiesler sang Cục M, đơn vị soát thư từ.
Sau khi nước Đức tái thống nhất, trong một dịp gặp Hempf, Dreyman mới tình cờ tìm ra được toàn bộ đường dây nghe lén lắp trong nhà mình. Dreyman đến Cơ quan Hồ sơ Stasi để xem hồ sơ của mình và hiểu ra rằng chính đặc vụ HGW XX/7 đã bao che và giúp đỡ mình bằng cách viết báo cáo sai sự thật, giấu nhẹm việc Dreyman viết bài, và sau này là trộm máy đánh chữ trước khi Stasi đến lục soát. Hai năm sau, Dreyman xuất bản tiểu thuyết mang tên Sonate vom Guten Menschen (bản sonata của người lương thiện) để tri ân Wiesler, với lời tựa "HGW XX/7 gewidmet, in Dankbarkeit" (Kính tặng HGW XX/7 với lòng biết ơn).

## Diễn viên
- Ulrich Mühe vai Đại úy Gerd Wiesler
- Martina Gedeck vai Christa-Maria Sieland
- Sebastian Koch vai Georg Dreyman
- Ulrich Tukur vai Trung tá Anton Grubitz
- Thomas Thieme vai Bộ trưởng Văn hóa Bruno Hempf
- Hans-Uwe Bauer vai Paul Hauser
- Volkmar Kleinert vai Albert Jerska
- Matthias Brenner vai Karl Wallner
- Charly Hübner vai Udo
- Herbert Knaup vai Gregor Hessenstein
- Bastian Trost vai tù nhân 227
- Marie Gruber vai bà Meineke
- Zack Volker Michalowski vai chuyên gia giám định bút tích